# 信長の野望・革新
『信長の野望・革新』(のぶながのやぼう・かくしん）は、2005年6月22日にコーエー（現・コーエーテクモゲームス）から発売されたWindows用歴史シミュレーションゲーム。「信長の野望シリーズ」の第12作。
2006年2月2日にPlayStation 2（以下、PS2）版も発売された。さらに2007年9月14日にはWindows版のパワーアップキット（PK）も発売、2008年3月6日にはPS2とWiiのwithPKもそれぞれ発売された。
Windows版無印（パワーアップキットなし）はWindows Vistaでは2007年8月7日のアップデート（Ver.1.03）を適用することにより起動するようになる。PKはVista発売後のリリースのため、初めからVistaに対応している。
またNetJoyシステムという、インターネットを活用した試みがされていることも本作の特徴である。
無印のプロデューサーは『信長の野望・烈風伝』や『三國志IX』までの「三國志シリーズ」を担当した阿野越雄、PKのプロデューサーは『太閤立志伝IV』『三國志X』『三國志11』を担当した北見健。

## 内容

### 概要
これまでのシリーズ作品と同じく、プレイヤーの操作する大名が日本全国を支配下もしくは同盟関係に収めることが目標である。
思考ルーチンが大幅に改善されており、コンピュータ側は多数の部隊、城、勢力が有機的な連携を取って行動する。前作までとは異なり、コンピュータへの嵌め手や、コンピュータの行動の制限を前提とした一方的な作戦を展開できる場面が極端に少なくなっている。一方で最大兵数が300万人であることや一部のグラフィックなど、戦国時代を必ずしも忠実に描写しているとは言えない部分もある。

### 前作との違い
前作『天下創世』やそれ以前のシリーズでは戦争と内政・外交は異なる時系列で行われていた。しかし本作では自国、他国の城下が連続しており、全ての城や部隊のコマンドが1枚マップにて行われる。そして、全ての国の内政や外交などのコマンドも戦争もすべて同じリアルタイム時系列のもとに進む。例えば開発中に敵に攻め込まれ、開発担当の武将を急遽呼び寄せて出陣させたり、進軍中にも内政命令を出したりする必要に迫られる場合もある。
同じように、自国の周囲の複数の敵と自国の複数の城や同盟国の城の複数の勢力が同時に交戦しうる。この際も戦場までの距離により部隊の到着に差ができるため、効率の良い移動手順に気を配らなければならない。このようにすべてのコマンドが1つ時系列のもとに1枚のマップで進行するようになった。

### 思考ルーチン
前作ではコンピュータのチート、例えばコンピュータ担当大名の金銭や兵糧が少ない場合でも、それらの物資をどこかから不自然に調達する点などが不評だった。本作ではコンピュータがこのようなチートをしないことを売りにしている。初級から上級の選択も、コンピュータの戦術が向上することで変化している。一方、コンピュータの勢力が巨大になると、数十部隊を同時に戦争に参加させてくることがあり、初心者のプレイヤーが対応に困る場合もある。
武将には「格付け」というマスクデータがあり（S、A、B、Cの4段階）、過去作品の「野望」パラメータに近い存在になっている。格付けが高いほど好戦的になり、勢力を拡大しやすくなる。また、格付けが低いと、的外れな行動を取りやすくなる（足軽技術が高いのに、他の兵科を編成しようとするなど）。弱小大名である武将の格付けは低く設定されていることが多く、これにより強豪が順当に勢力を拡大しやすいようになっている。

### 内政
武家町、農村、商人町、職人町、門前町、南蛮町、公家町を建設し、その周囲にそれぞれの町で許可されるユニットを建設する。市場を作ることで金銭を、水田や畑を作ることで兵糧を得る点、鍛冶場や牧場で鉄砲や馬を得る点では変わらない。一方技術革新の為のユニットを建設したり、防衛のための櫓などが新しく加わっている。戦闘により近くで部隊が衝突するとユニットが破壊される。

### 外交
本作では外交の手段も多彩で、外交手段として自大名の持つ技術を提供することもできる。提供の見返りに金銭を要求したり、同盟先大名の持つ技術と交換し合ったりすることも可能である。また同盟締結時には人質を差し出すことを迫られる場合もある（むろんその逆にこちらから人質を要求することもできる）。人質は同盟期限終了後に解放されるが、技術提供の見返りとしても返還を要求することもできる。
また、門前町を建設すると来訪する僧侶に人質返還や停戦交渉を仲介してもらうこともできる。

### イベント・官位
本作では親子や兄弟、主従関係に関連するイベントが多くなった。本作の本能寺の変イベントでは信長が生き残る展開にもできる。『戦国群雄伝』でもやり方によっては本能寺後も生き残ることができたが、それ以来となる。その後は羽柴、柴田、明智、織田の中からどの大名でプレイを続行するか選択することになる。
これまでのシリーズでは征夷大将軍と関白の兼任が可能だったが、本作では兼任は不可能である。征夷大将軍になると多くの兵力を率いられるようになる。一方関白になると、政治力と統率力の補正がかかる。太政大臣などの官位は関白にならないと叙任を受けられない。いずれも自称する機会を逃す、あるいは一度断ると二度とはなれず、新たな何かを目指し自分の道で天下統一をすることになる。

### 技術革新
前作までと大きく異なるのは、足軽、騎馬、弓、鉄砲、兵器、水軍、築城、内政に関してそれぞれ段階的な技術習得のシステムが導入されたことである。技術はそれぞれの分野を発展させる為に城下に専用の町を作らなければならない。その上でそれぞれの能力を持つ武将3人に開発をさせた上で習得する。武将のそのための能力パラメータも、各技術ごとにSからD段階まであり、高い技術を得ようと思うとSの能力を持つ武将を得なければならない。また、同盟関係の大名と技術の交換も可能である。技術によるそれぞれの能力の進展幅が非常に大きく、技術を軽視してはゲームを進めることができない。またパワーアップキットからは、外国勢力に独立した技術を学べる様になり、さらに複雑化した。
技術は各勢力がそれぞれ獲得していくもので、戦争部隊の能力を上げたり内政に役立ったりするなど、全国統一する上で重要な項目である。基本の8系統×10種類、さらに特定大名だけの特別な技術があり、多彩な技術を獲得していくことにより戦略を優位に進めるだけでなく、その勢力の特徴として戦略上の指針にもなる。これによって武田騎馬隊や村上水軍が強い、などという武将の能力によらない勢力の強さの再現を可能にした。

### パラメータ
武将の能力パラメータは（隠しも含め）「政治」「統率」「武勇」「知略」「義理」「相性」。前作までの特技は「戦法」に引き継がれた。「戦法」は武将が持つ技術で、戦争で敵部隊と戦うたびに発動し、そのたびに熟練度が上がり、上級の戦法を獲得していく。兵科戦法と戦術戦法があり、武将によって得意不得意があり、固有戦法を持つ者もいる。ただ、勢力の技術傾向の犠牲になってしまい、成長が難しい武将もいる。更に『三國志IX』同様戦法の連鎖も起こるので部隊の編成がより複雑になっている。
またこのほかにも「出自」「信仰」があり、登用や外交、さらには忠誠度にも影響する。出自は「武士」「高家」「僧侶」「商人」「海賊」「忍者」「剣豪」「庶民」の8つ、信仰は「なし」「仏教」「一向宗」「基督教」の4つからなる。出自や信仰が同じ武将だと相性の補正がかからないが、組み合わせによっては相性が悪くなる。例えば、高家と庶民の武将の組み合わせや、信仰が仏教・一向宗と基督教、それになしと一向宗の組み合わせなどが悪相性の組み合わせである。信仰がなしの武将は初期設定では織田信長のみである。

### 戦闘
部隊は前作『天下創世』のような大きなユニットではなく、グラフィック上小さく簡略化されており、戦場となる移動範囲は大幅に小さくなった。攻城戦が戦闘の主体となり、野戦が展開されることは減った。このように戦闘に関しては、前作よりも規模が縮小されている。
城は前作と異なり数部隊程度分の小さなグラフィックとなった。前回のような構造的な概念はなくなり、技術革新で得た防御機能が主体となっている。城下に櫓を建設し、防衛の補助をさせることもできる。
城攻めの手段として力攻めと兵糧攻めが選べるようになった。力攻めでは堅固な城はなかなか落城しない。そんな場合には兵糧攻め（包囲）が有効となる。力攻めだと耐久力が減るのに対し、兵糧攻めだと攻められた拠点の士気が減る。ただし攻める側の闘志は一切上がらない上、兵力も減る。局面に応じてどちらを用いるか使い分ける必要がある。
また築城適正Sの武将が包囲部隊に入っていると、川に近い平城の拠点（支城も含む）なら敵の拠点の士気を一気に減らすことのできる｢水攻め｣が、山城なら同じく拠点の耐久度を一気に減らす｢土竜攻め｣と言う計略が使用できることがある。金銭はかかるものの有用で、NetJoyの記録にも残る。
なお前作までは戦争は天候によって大きく左右されていたが、この作品では台風や豪雪による災害以外の影響は全く無くなったため、鉄砲や弓の戦法である「火矢」がいつでも攻撃可能になった。災害の中では「台風」が、前作までに比べて非常に脅威で、技術で凶作や疫病の被害を防ぐことはできても、台風を防ぐ技術は存在しない上に、開発した施設をことごとく破壊される、拠点の耐久力が減少する、被害に遭った国にいる兵士が減少したり、混乱したりすることもあるが、台風が発生した国でも普通に鉄砲での攻撃はできる。このためか、PK版は初期設定で台風の発生を無しにすることも出来る。
本作では上杉家と武田家は両家とも謙信（統率120、武勇105）と信玄（統率110、武勇88、知略96）と当主の能力値がかなり高い上、戦法の連携と固有技術によりほぼ手が付けられない。特にどちらも騎馬技術を中心として技術を獲得していき、騎馬技術を全て獲得していると戦争では手が付けられないほど強大になる傾向にある。デモプレイの場合、織田家が巨大化していない限り必ずどちらかの勢力が全国統一をする。島津家や蠣崎家を除くとどちらかの勢力が最後に残ることが多い。

### 親愛武将と嫌悪武将
前作の親友武将・敵対武将は親愛武将・嫌悪武将として本作にも取り入れられている。登用や忠誠度に大きく関わり、登用される側が登用する側の親愛武将であれば登用しやすい上、忠誠度も上がりやすい（ただし登用する側の大名の相性が悪ければ上がりにくい）。一方登用される側が登用する側の大名が嫌悪武将であれば一部のシナリオではまず成功しない上、仮に仕えたとしても（忠誠度が最大値に近くなっていても）寝返りやすくなっている。
武将が仕官に拒否されたり、主家を滅ぼされたあと登用される前に捕虜から脱走したり、ゲーム内で歴史イベントの発生などによって恨みフラグが立つと、その対象の武将が嫌悪武将になる。また最初から親愛武将、嫌悪武将が設定されている武将もおり、その親愛武将の対象として最も多いのは徳川家康と武田信玄の7人（ただし、WindowsのPK版では真田十勇士の主君である真田幸村の10人）で次点は羽柴秀吉の6人となる。一方で最も嫌われている嫌悪武将は織田信長の17人で、石山本願寺や天正伊賀の乱に登場する武将、それに足利義昭や兄弟で対立した織田信勝も含まれる。その次は尼子家と対立した毛利元就の5人となる。

### 文化人
一定の町並を造っていれば季節の変わり目に茶人・僧侶・公家・南蛮人の文化人がランダムに来訪することがある。
茶人千利休など。商人町を造ると来訪する。主に国内の茶道道具や武具などを売ってくれる。中国地方には商人町を作ることができない。
僧侶快川紹喜など。門前町を造ると来訪する。主に国内の書物などを売ってくれる。また外交で僧侶と同行すると、捕虜になった武将の返還や自勢力に戦争を宣告された時、停戦を無条件で承諾してくれる力も持つ。四国地方には四国八十八箇所があるにもかかわらず、門前町を作ることができない。
公家山科言継など。公家町を造ると来訪する。一定の名声があると、金銭を要して、官位を獲得することができる。公家町は出自が「高家」の大名の拠点によく作られる。また名声が1000以上に達したときに来訪すると、関白叙任を受けるかどうか選択するイベントも発生する。
南蛮人フロイスなど。南蛮町を造ると来訪する。主に諸外国の家宝を売ってくれる。南蛮町は南蛮文化を積極的に取り入れた大名の拠点によく作られる。仏門大名でも来訪することが可能。
その文化人のもつ全ての家宝をすでに購入している場合は鉄砲が手に入ることがある。また、持っていない技術を伝授されることもある。

## シナリオ
標準で搭載されているシナリオは5つだが、インターネット経由でシナリオを追加できる。
なおPS2版はWii版と異なり、もともと追加シナリオ（有料のものも含む）・チャレンジモードも搭載されているが一定の条件をクリアしないと選べないようになっている。

### 標準シナリオ
「尾張統一」
1555年5月のシナリオ。今川家が上洛のために西へ軍備を進めるころのシナリオ。
「龍虎相撃つ」
1561年9月のシナリオ。織田家が今川義元を破りこれから勢力を伸長するころから始まる。また武田家と上杉家が川中島の戦いが勃発しそうな状況に置かれ、パソコンPK版ではこのイベントが発生する。
「義弟離反」
1570年6月のシナリオ。織田家が包囲網（信長包囲網）を敷かれている。場合によっては窮地に立たされる。
「夢幻の如く」
1582年4月のシナリオ。織田家と北条家が築城の技術を多く獲得しており、大友家では独自の技術を獲得している。今まさに本能寺の変が起こる頃のシナリオとなる。
「群雄集結」
1557年3月のシナリオ。標準シナリオ唯一の仮想シナリオ。このシナリオは羽柴秀吉や柴田勝家、それに明智光秀が大名として登場し織田信長に仕えていない、尼子経久、北条早雲と真田幸村といった世代の異なる人物が共演している、寿命がないなどの特徴を持つ仮想シナリオ。60ある国に全て異なる大名が配置されている。

### 追加シナリオ
「応仁大転封」（ユーザー登録者なら無料でダウンロード可能）
1555年7月の仮想シナリオ。織田家が四国に、九州の大名である島津家や大友家が東北に、四国の雄、長宗我部家が北陸に、武田家が畿内にいる、固定観念を崩したシナリオ。なお、一条家や足利家など位置の変わっていない大名家も存在する。
「六文銭戦記」（ユーザー登録者なら無料でダウンロード可能）
1560年4月の仮想シナリオ。真田家が他の勢力とは異なり際立って技術を多く獲得しているシナリオ。特に大坂夏の陣で活躍した武将が真田家に仕えていると言う特徴のあるシナリオでもある。真田家では真田幸村が大名だが、父真田昌幸や祖父の真田幸隆は武田家に仕えている。
「天下布武」（有料でダウンロード販売）
1567年8月の史実シナリオ。織田家が美濃を制圧した直後のシナリオ。織田家が岐阜城に移り「天下布武」を世に示していくことになる。
「長篠の戦い」（有料でダウンロード販売）
1575年2月の史実シナリオ。信長包囲網崩壊後、武田家新当主の武田勝頼が三河に侵攻し、織田信長は大軍を率いて援軍に向かう。
以下はPKでの追加シナリオである。
「覇王の後継者」
1582年12月の史実シナリオ。「本能寺の変」で織田信長・信忠父子が死んで「清洲会議」が行われた後の羽柴秀吉と柴田勝家の争いである賤ヶ岳の戦いを描いたシナリオ。
「関ヶ原合戦」
1600年8月の史実シナリオ。豊臣秀吉の死後、武断派と文治派の大名の対立が表面化して豊臣政権に亀裂が走った。一方で他大名との政略結婚などを繰り返し、天下を狙う徳川家康は武断派の大名を引き連れて上杉家討伐のために関東へ出兵、その隙に文治派の石田三成が上杉家や毛利家と結んで挙兵し、家康と三成との天下分け目の戦いが近づいていた。なおこのシナリオでイベント発生を無しにしてもオープニングのイベントが発生する機種がある。
「太閤の恩」
1603年3月の仮想シナリオ。関ヶ原の戦いで勝利した徳川家康は全国の大名に従臣を迫るが、豊臣家恩顧の大名はこれに反発、豊臣秀頼を助けるべく挙兵した。豊臣家に真田昌幸・幸村父子が家臣としており、また関ヶ原の戦いでは東軍寄りだった伊達家や前田家なども徳川家に対する包囲網に参加しているが、徳川家の領土が他大名に比べて圧倒的に広い。

### チャレンジモード
一定の期間で目標達成を目指すモード。セーブやロードが一切できないので、難易度は高く実力モードと言える。チャレンジモードとして配信されているのは以下の通りである。
「海が見たくて」
1561年9月、武田家で1563年8月終了時までに上杉家の領する柏崎港を支配下に置くモード。
「名声をこの手に」
1555年5月、西土佐の大名、一条家で1558年4月終了時までに名声を150までに上げるモード（スタート時点では101）。
「人は城」
1555年5月、浅井家で1557年4月終了時までに浅井家の武将数を10人以上にするモード（大名の浅井久政を含めても可）。
「熊野詣」
1557年6月、真田家で1560年2月終了時までに紀伊にある熊野港を支配下に置くモード。
「新技術を求めて」
1570年6月、足利将軍家で1573年5月終了時までに技術を既存のものを含めて9つ習得するモード。
「数寄大名」
1560年4月、松永家で1562年3月終了時までに茶道道具(茶入・茶壷・茶釜・茶碗・花入・茶杓・香炉・水指)を既存のものを含めて7つ所有するモード。なお松永久秀以外の松永家に仕えている武将が所持していても可。
「上洛への道」
1582年1月、毛利家で1584年12月終了時までに二条御所を占領するモード。
「四国の蓋」
1555年5月、織田家（このシナリオは織田家が東土佐に拠点を構えている）で1558年3月終了時までに四国の拠点・港を占領し統一するモード。四国と言っても5ヶ国（讃岐阿波・北伊予・南伊予・東土佐・西土佐）ある。
「不倶戴天の敵」
1561年9月、長野家で1564年8月終了時までに北条家を滅ぼすモード。長野家以外が北条家を滅ぼしてもクリアとなる。
「四面楚歌」
1570年6月、徳川家で1573年5月終了時までに徳川家の拠点である岡崎城を存続させるか、武田家か織田家を滅ぼすモード。徳川家以外が武田家か織田家のどちらかを滅ぼしてもクリアとなる。ただし徳川家以外の全ての大名がお互いに停戦協定を結んでいる上、徳川家に対して包囲網という形で宣戦布告しているため他家による滅亡は不可能であるがゆえに難易度は非常に高い。
以下はパワーアップキットのみに収録されているモードである。
「信仰の力」
1570年6月、本願寺家で1571年5月終了時までに全ての一向宗の諸勢力（専称寺、松岡寺、本証寺、根来寺、光照寺）と協定を結ぶモード。
「我ら七本槍」
1582年12月、羽柴家で1583年5月終了時までに羽柴家に仕える武将、福島正則、加藤清正、加藤嘉明、脇坂安治、平野長泰、加須屋真雄、片桐且元の7人に足軽の戦法である「槍車」を覚えるモード。ただし一人でも取り損ねたり、一人でも他家に仕えるなどするとアウトとなる。また羽柴秀吉と弟の羽柴秀長には足軽の固有戦法である、「千成衾」を最初から覚えている。
「戦国美食道」
1603年3月、伊達家で1605年2月終了時までに食品系の特産品（米、醤油、塩、酒、茶、魚介）を一定の量に達させるモード。
「南蛮かぶれ」
1570年6月、大友家で1572年5月終了時までにどこの大名よりも早く、南蛮技術の「カノン砲」を獲得するモード。
「因果を絶つ」
1555年5月、三好家で1556年4月終了時までに譜代家臣を4人以上任命するモード。
「九州席巻」
1600年8月、黒田家で1601年7月終了時までに中津城を含む、九州地方全ての本城（立花山城、府内城、村中城、大村城、隈本城、人吉城、佐土原城、内城、肝付城）を征服するモード。加藤清正や鍋島直茂、島津龍伯などの猛将や知将が残っている反面、黒田家には息子の黒田長政がいないハンデがある。短期決戦が要求され、難易度は非常に高い。
「鬼と呼ばれた男」
1582年1月、佐竹家で1584年12月終了時までに関東地方の全ての諸勢力（関東国人衆、房総水軍衆、相模水軍衆、法華教寺、風魔忍者衆、品川商人衆）と協定を結ぶモード。
「敵中突破」
1600年9月、島津家の島津義弘隊を島津家の本城の拠点（内城、佐土原城、肝付城のいずれか）に帰還するモード。ただし港に移動したり、敵の拠点を攻め落としたり、島津義弘隊が全滅するとその時点でアウトとなる。このモードのみ設定された期限がない。
「海賊王」
1582年1月、長宗我部家で1585年12月終了時までに日本全国の港を征服するモード。
「君臣豊楽」
1615年5月、豊臣家で1618年4月終了時までに豊臣家の拠点である大坂城を守った上で豊臣家を存続させるモード。または徳川家を滅ぼすか、徳川家康が死亡するとクリアとなる。ただし、大坂城の周りの国はすべて徳川家の上、豊臣家以外の諸大名はすべて徳川家と同盟を結んでいるため、徳川家を滅ぼすのは不可能に近い。無印版のチャレンジモードである、「四面楚歌」と同等の難易度である。また本来、豊臣家では独自の技術は獲得はできないが、真田家独自の技術である「真田丸」を持っているのと、兵器系と築城系の技術が優れているという救済措置はある。また、この時代になるとゲームに登場する武将はかなり減っており、徳川家は広大な領土の割に武将が少なく、そこが豊臣家の付け目になっている。
PS2/Wii版パワーアップキットには更に以下のチャレンジモードが収録されている。
「民政家の跡継ぎ」
「酒が飲みたくて」
「絶世の美女」
「山陰の麒麟児」
「殿を相手に」
「名所巡り」

## 音楽
音楽は山下康介が担当した。本作では特定の大名家には専用曲が用意されている。更にそれ以外の大名家用の曲も含めテーマとして「翔」と「覇」が存在し、弱小のうちは「翔」、勢力が強大になると「覇」に変わる。また専用曲を持つ大名に外交を行った時もその大名の戦略テーマが流れる。足利将軍家でプレイ、征夷大将軍もしくは関白に就任時には前作『天下創世』の「ここに我あり」のアレンジ「ここに我あり・改」が流れる。
なお本作のBGMはKVSという形式で収録されている。この形式は他に『太閤立志伝V』や『信長の野望Online』、『大航海時代Online』などでも用いられている。

## NetJoyシステム
本作ではインターネット経由による「NetJoy」というシステムも導入されており、ゲームクリア時点でのデータが送信・集計される。集計されるデータとしては主に次のようなものがある。
- クリアした大名と（ゲーム内での）所要時間
- 配下武将数
- 技術の獲得状況
- 最後に滅ぼした大名
- 最初に滅んだ大名
- 兵士数

## パワーアップキット
本作のPS2版には、それまでパワーアップキット（以後PKと記す）でないと搭載されなかったエディタが搭載された。そのため本作のPKは発売されないのではないかとの噂もあったが、Win版無印の発売から2年以上経った2007年9月14日にPC版PKが発売された。

### 新シナリオ・エディタ
パワーアップキットでは新シナリオとして2本の史実シナリオ、1本の仮想シナリオが追加された。いずれも信長死後のシナリオである。新武将（100人）や新イベントも追加されている。
またエディタの搭載もPKでの定番となっているが、本作ではゲーム開始前でも史実武将の編集が可能で、一度開始前に編集しておけばゲームごとに編集を繰り返す必要がなくなった（ただし出自、声や寿命などはゲーム前の編集はできず、その都度変更の必要がある）。

### 南蛮技術
PKでは既存技術よりも強力な「南蛮技術」を入手することが可能になった。南蛮技術は南蛮商人と特産品による貿易により友好度を高めていくことで入手できる。特産品は各地方により生産できる品目が異なり、また金銭と交換することはできない。そのため、自国で生産する、生産できる国を攻略して生産する、外交交渉で要求する、商人との取引で物々交換するなどして集める必要がある。
交渉できる相手は「ポルトガル」「イスパニア」「オランダ」「イギリス」「明」の5つの国である。

### 諸勢力
『嵐世記』や『蒼天録』で取り入れられた諸勢力が『革新PK』でも登場しており、味方に付けることで状況を有利に進めることもできる。各諸勢力、及び味方にすることによる利点は次の通りである。
忍者衆
計略を得意とし、計略コマンドの成功率や、敵部隊壊滅時に退却武将の捕縛率が上がる効果をもたらす。また陸上の敵輸送隊から物資を奪ってくれる。逆に自家は安全に物資輸送を行うことができる。
国人衆
援軍を出してくれたり、一揆発生を防いでくれたりする。また支城建設に掛かる時間が短くなる。
寺社衆
技術獲得に必要な研究期間が短縮される。また浪人登用の成功率や「櫓」・「鉄砲櫓」の攻撃力、「畑」・「水田」の収穫もそれぞれ上がる。
商人衆
特産品の物々交換が可能になる。市・商館の収入が上がる。
水軍衆
海上で援軍を出してくれたり、敵輸送隊から物資を奪ってくれたりする。逆に自家は海上輸送が安全に行える。その他「水雷」の威力が上がったり、「漁戸」の収穫が上がったりする効果もある。
ただし各諸勢力には相性があり、全ての勢力と同時に味方に付けることはできない。具体的には上で述べた順番の前後の勢力との相性が悪く設定されている（例えば国人衆は忍者衆・寺社衆と相性が悪い。忍者衆・水軍衆は相性が悪いのはそれぞれ国人衆・商人衆1つのみ）。そのため局面に応じてどの諸勢力と友好関係を築くかが重要になる。ただし相性の影響を受けるのはその勢力がある地方のみで、地方が異なれば同時に相性の悪い勢力同士を味方に付けることもできる。
諸勢力を味方に付けるには、「平和的服従」「軍事的服従」の2種類がある。「平和的服従」は交渉により相手の物品要求に応えて協定を結ぶことにより3年間その勢力を味方に付けることができる。一方「軍事的服従」は勢力拠点を攻撃し降伏させることにより、5年間味方に付けるものである。「軍事的服従」の場合は相性に関係なく協定を結ぶことができる。

### 譜代家臣
PKでは支城を建設して配下武将に与えることで、「譜代家臣」へと取り立てることができる。具体的には支城を築城後、「賞罰」コマンドの「譜代」で、譜代家臣を任命すればよい。譜代家臣に任命した武将には次のような効果がある。
- 他大名家に寝返らなくなる
- 俸禄が不要になる
- 指揮兵力が増加する　（+2000人）
- 譜代年数に応じて能力が上昇（2年ごとに各能力値が1ずつ上昇）する

譜代家臣を別の城に移動させた場合にはこれらの効果が失われることはないが、解任したり合戦や廃城で支城を失ったりすると効果はなくなる。また忠誠度も大幅に下がる。
また譜代家臣の能力値のどれかが80以上の場合は、支城にさまざまな特殊効果が付与される。これらの効果は独立しており、「政治」「統率」「武勇」「知略」全てが80以上ならば全効果を同時に得ることができる。

### その他のPKでの変更
未婚の姫を姫武将としてゲームに参加させたり、同盟が1年を切った場合に同盟を延長したりすることが可能になった。
無印でのチュートリアルは斎藤家を舞台に説明されていたが、PKでは一条家を舞台とするようになった。
戦法威力についても無印からのゲームバランス調整が図られた。騎馬の威力が最も大きく下がり、足軽はその次、鉄砲は固有戦法のみ減少した。一方弓の威力は全体的に上がっている。
南蛮技術獲得が加わったことで、戦法威力、闘志上昇速度の追加効果が半分以下になり、技術獲得の順番も一部変更された。弓を引き立てる技術も増えている。
施設でも牧場・鍛冶場・工房・造船所は、調達及び製造に技術が必要となった。例えばプレイヤー勢力で牧場の施設があっても、牧場の技術を持っていないと軍馬が調達出来なくなる等の変更がなされた。
マウスドラッグにより部隊の一括選択が可能になり、移動などの際の利便性が増した。
PKアップデートプログラム（Ver.1.02）では、各大名の初期配置を変更する「国替機能」が追加された。